# ناحیه سکردو

منطقه سکردو با رنگ نارنجی روشن در نقشه نمایش داده شده‌است.

ناحیه سکردو (اردو: ضلع سکردو) یکی از نواحی هفت‌گانه گلگت-بلتستان در پاکستان است. بخش عمده جمعیت این منطقه شیعه هستند.